# St Michael’s Mount
St Michael’s Mount (kornisch [UCR]: An Garrek Los y’n Cos ) ist eine Gezeiteninsel an der Südwestspitze Englands, die 366 m vor dem Ort Marazion in Cornwall liegt und eine Fläche von 0,23 km² hat. Sie ist entweder mit einer Fähre oder, bei Niedrigwasser, über einen schmalen Damm von Marazion aus zu erreichen. 2024 betrug die Besucherzahl etwa 408.000 Personen.

## Allgemeines
Die Sehenswürdigkeit des St Michael’s Mount ähnelt dem Mont Saint-Michel im Norden Frankreichs, ist allerdings weniger bekannt. St Michael’s Mount hat daher ein geringeres Tourismusaufkommen und damit auch nicht die entsprechenden Probleme seines bekannteren Pendants.
Ein kleiner Hafen besteht ebenfalls seit dem Spätmittelalter und dient heute zum Anlegen der Touristenfähren.
Auf der Insel bzw. dem Berg befinden sich neben einem subtropischen Garten noch einige weitere Häuser und Anlagen vor allem religiösen Charakters. Ebenso wie sein französisches Pendant ist St Michael’s Mount lange Zeit eine Pilgerstätte gewesen und genießt in entsprechenden Kreisen religiös-kultische Verehrung.

## Geologie
Der St Michael’s Mount vereint auf einem sehr kleinen Gebiet viele Wesenszüge der Geologie von Cornwall. Er besteht aus dem Dachbereich einer Granitintrusion, die in schwach metamorphe Tonschiefer (Metapelite) des Devons eingedrungen ist. Der Südteil des Granits wird von steilstehenden Adern mit Greisenmineralisation durchzogen. Die Greisen sind reich an den Mineralen Turmalin, Wolframit und Cassiterit.
Die meerseitigen Aufschlüsse sind seit 1995 als Site of Special Scientific Interest ausgewiesen und stehen unter Schutz.

## Geschichte
Wie Feuersteinartefakte nahelegen, war der St Michael’s Mount bereits im Mesolithikum zwischen 8000 und 3500 v. Chr. besiedelt. Auch während des Neolithikums zwischen 4000 und 2500 v. Chr. dürften hier Menschen gelebt haben. Aus der Bronzezeit (2500 bis 800 v. Chr.) sind keine sicheren Spuren erhalten. Um 1700 v. Chr. wurde der den Hügel umgebende Haselwald vom Meer überflutet.
Im Mittelalter befand sich auf dem Hügel zwischen dem 8. und 11. Jahrhundert möglicherweise bereits ein Kloster. In einer Schenkung übergab Eduard der Bekenner die Stätte an den Benediktinerorden von Mont-Saint-Michel in der Normandie. Im Jahr 1424 ging St Michael’s Mount dann an die Syon Abbey über.
Die ältesten erhaltenen Klostergebäude stammen aus dem 12. Jahrhundert. Die Kapelle auf dem Berg wurde im 15. Jahrhundert errichtet und befindet sich wie auch das Schloss unter privater Leitung, kann aber besichtigt werden. Die Adelsfamilie Baron St. Levan, die von den St. Aubyns abstammt, hat den Besitz 1954 dem National Trust vermacht. Nachkommen der Familie leben noch heute auf der Insel.
|  |  |